# Disney's Typhoon Lagoon
Typhoon Lagoon es un parque acuático localizado en Walt Disney World Resort en Lake Buena Vista, Florida, Estados Unidos.
El parque, que abrió sus puertas el 1 de junio de 1989 contiene la piscina de olas más grande del mundo. El tema del parque es una "Leyenda Disney" de un tifón que destruyó un hermoso paraíso tropical. En el parque se encuentran barcos, boyas de pesca y tablas de surf dejados ahí por la "tormenta". En el centro del parque se encuentra "Miss Tilly", un barco camaronero empujado a una montaña llamada "Mont Mayday", un barco camaronero que hace erupción un géiser de agua de 50 pies cada media hora. La mascota del parque se llama "Lagoona Gator" en relación con la mascota del otro Parque Acuático de Disney's Blizzard Beach, cuya mascota se llama Ice Gator. Y en este sitio, Hannah Montana dio su primer recital.
En 2008, Typhoon Lagoon admitió aproximadamente 2.06 millones de visitantes, haciéndolo el parque de agua más visitado del mundo.
El parque cierra por 2 meses cada año para reparaciones, empezando a mediados de febrero. Disney's Blizzard Beach permanece abierto al público durante esa época.
De los principales parques de Disney World, Typhoon Lagoon es el único que se encuentra dentro de los límites de la ciudad de Lake Buena Vista. Blizzard Beach y los cuatro parques temáticos están dentro de la ciudad, al lado de la bahía de Lagos. Sin embargo, en Lake Buena Vista es la dirección de correo para todo el Walt Disney World Resort.

## Mount Mayday

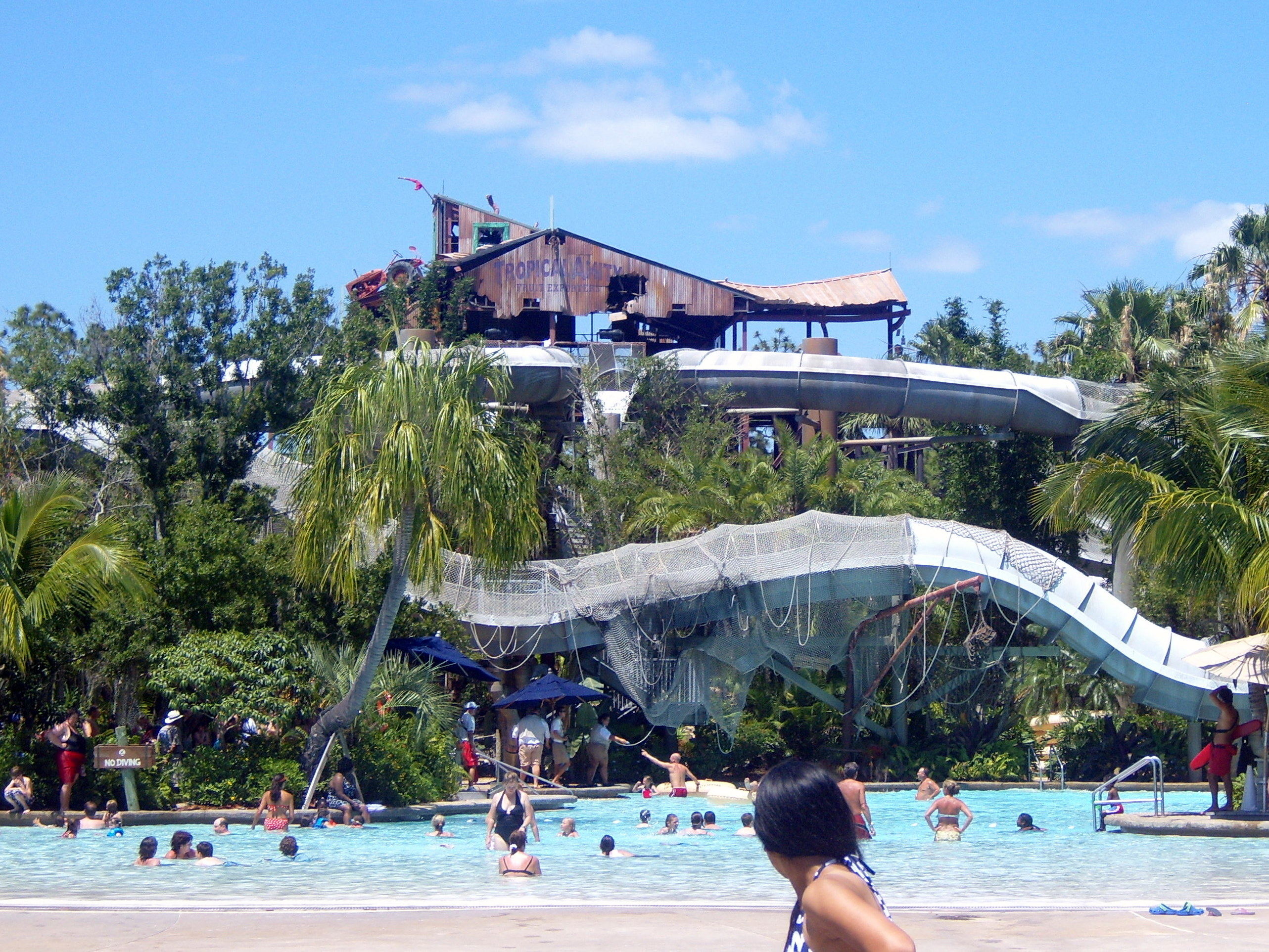
Crush 'n' Gusher

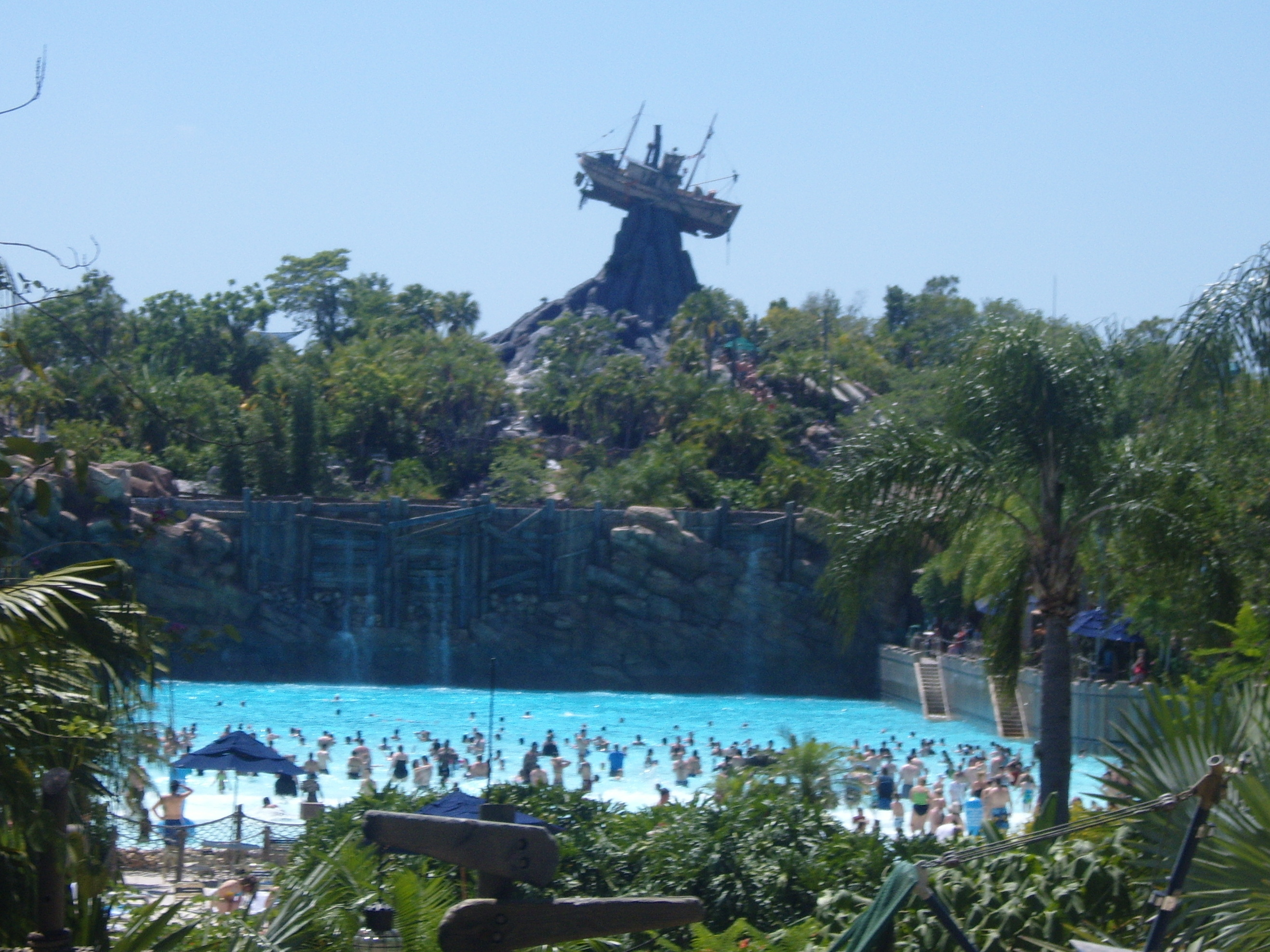
Typhoon Lagoon Surf Pool

### Visión general
Mount mayday está localizado atrás de la piscina de surf. Aquí las acompaña también

### Atracciones
- Humunga Kowabunga.
- Storm Slides.
- Gang Plank Falls.
- Mayday Falls.
- Keelhaul Falls.
- Forgotten Grotto.
- Overlook Pass.

## Hideaway Bay

### Visión general
Es una playa de arena que está localizada por detrás de los vestidores. Es el sector más escondido del parque y aquí esta la atracción más nueva de Disney's Typhoon Lagoon.

### Atracciones
- Typhoon Lagoon Surf Pool.
- Bay Slides.
- Blustery Bay.
- Whitecap Cove.
- Learn to Surf.

## Typhoon Lagoon

### Visión general
Es el sector más largo del parque. Este acoge diferentes atracciones, además de playas de arena para relajarse.

### Atracciones
- Typhoon Lagoon Surf Pool.
- Bay Slides.
- Blustery Bay.
- Whitecap Cove.
- Learn to Surf.

## Shark Reef

### Visión general
Dos arrecifes de agua salada, separadas por un buque hundido ofrecen a los huéspedes una "experiencia" con las criaturas del mar del Caribe

### Atracciones
- Shark Reef.
- Sunken Tanker.
- S.A.S Adventure.
- Hammer Head Fred’s Dive Shop.

## Castaway Creek
"río perezoso" que poco a poco la vuelta al parque entero, pasando por pequeñas cascadas, selvas exuberantes, pantallas de rocío, y el propio Monte Mayday. Los pasajeros pueden flotar en su cuenta o en cámaras de aire suministrados.

## Restaurantes
- Leaning Palms: Es el restaurante principal rodeado de zonas de descanso con sombra. Situado cerca de la entrada principal.
- Typhoon Tilly’s: Localizado cerca de "Shark Reef".
- Happy Landing Ice Cream: Ubicado entre "Getaway Glenn" y "Castaway Creek".
- Let’s Go Slurpin’: Bar ubicado en la playa de la piscina de olas.
- Surf Doggies.
- Crush Cart.

## Áreas de pícnic
Existen dos áreas designadas para el pícnic dentro del parque.
- Getaway Glenn.
- Hideaway Bay.

## Tiendas
- North Pearl: Tienda de Joyas.
- Singapore Sal’s: Tienda que ofrece recuerdos, trajes de baño, etc.
- High ‘N Dry Towels: Lugar de renta que ofrece casilleros, toallas y flotadores.